# Chronologie du bassin minier du Nord-Pas-de-Calais au XVIIIe siècle
La chronologie du bassin minier du Nord-Pas-de-Calais au XVIIIe siècle est marquée par la poursuite du grappillage dans le Boulonnais, mais surtout par la découverte de la houille le 3 février 1720 par la Société Desaubois à la fosse Jeanne Colard de Fresnes-sur-Escaut. Quatorze ans plus tard, le charbon est remonté de la fosse du Pavé à Anzin. Dès lors, les tentatives et les ouvertures de puits se multiplient, les échecs restant nombreux, puis les sociétés rivales.
Face à la multitude de procès, les compagnies rivales fusionnent le 19 novembre 1757, ce qui entraîne la fondation de la Compagnie des mines d'Anzin. Cette dernière se développe considérablement dans les décennies qui suivent, et prospère toujours plus. D'autres société tentent également de se développer, à l'instar de la Compagnie des mines d'Aniche vers la fin du siècle, mais qui n'a réellement commencé à prospérer que lors de la mise en service de la fosse La Renaissance à Somain, au début des années 1840.

## Années 1700

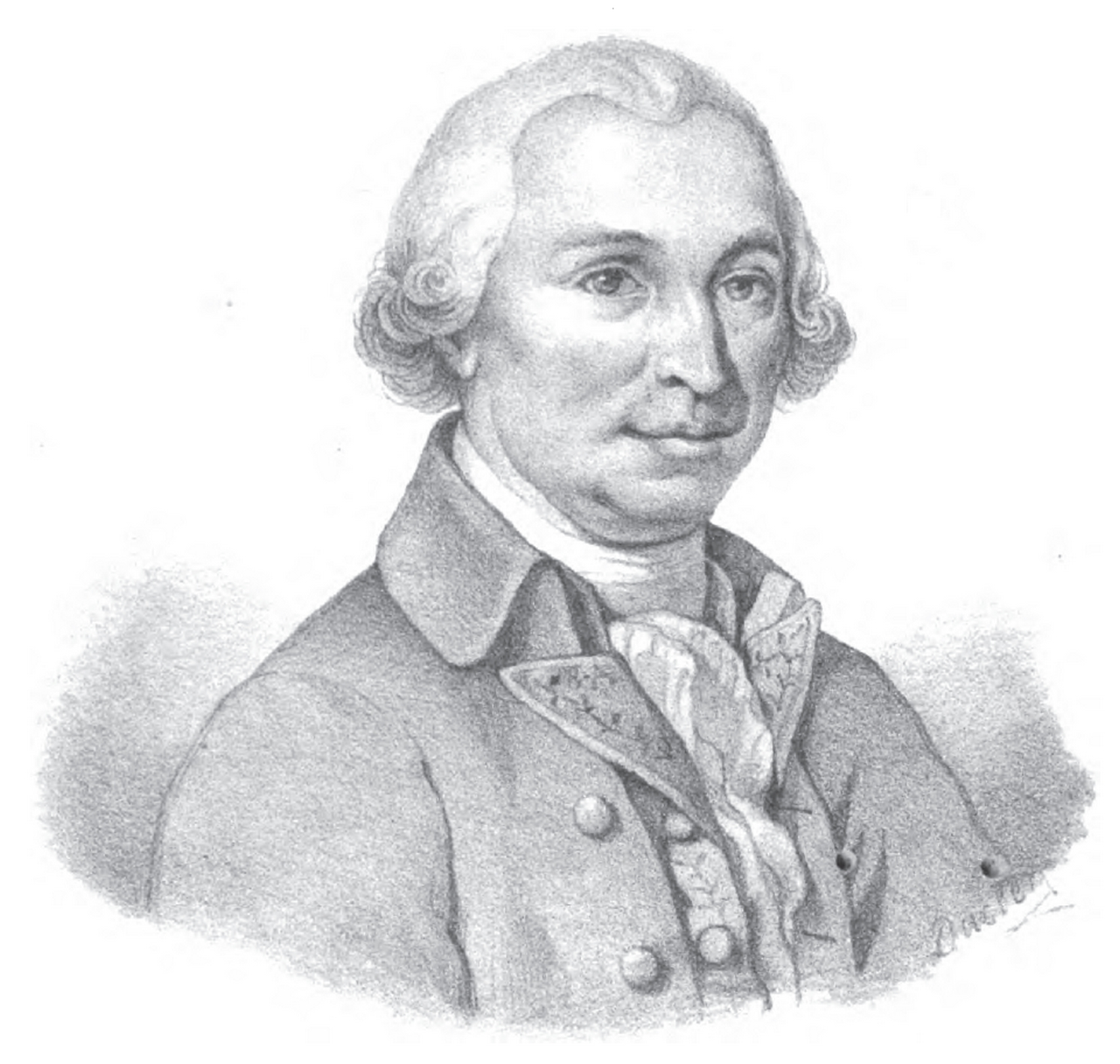
Pierre Mathieu.

### 1704
- Le duc Louis-Marie-Victor d'Aumont meurt[O 1].
- 27 novembre : Pierre Mathieu naît à Lodelinsart[GC 1].

## Années 1710

### 1710
- Pierre Desandrouin-Desnoëlles naît à Lodelinsart[GC 2].
- 4 mai : Augustin-Marie Le Danois naît[GC 3].

### 1712
- 20 janvier : Christophe Mathieu naît à Lodelinsart[GC 4].
- 29 novembre : Philippe du Cavrel de Tagny, seigneur de Réty et d'Austruy, loue pour neuf ans ses exploitations à Jean Bocquet, de Guînes, à raison de quatre cents livres par an, et à charge d'acheter le stock extrait de deux mille barils moyennant 4 187 livres[O 2],[O 1].

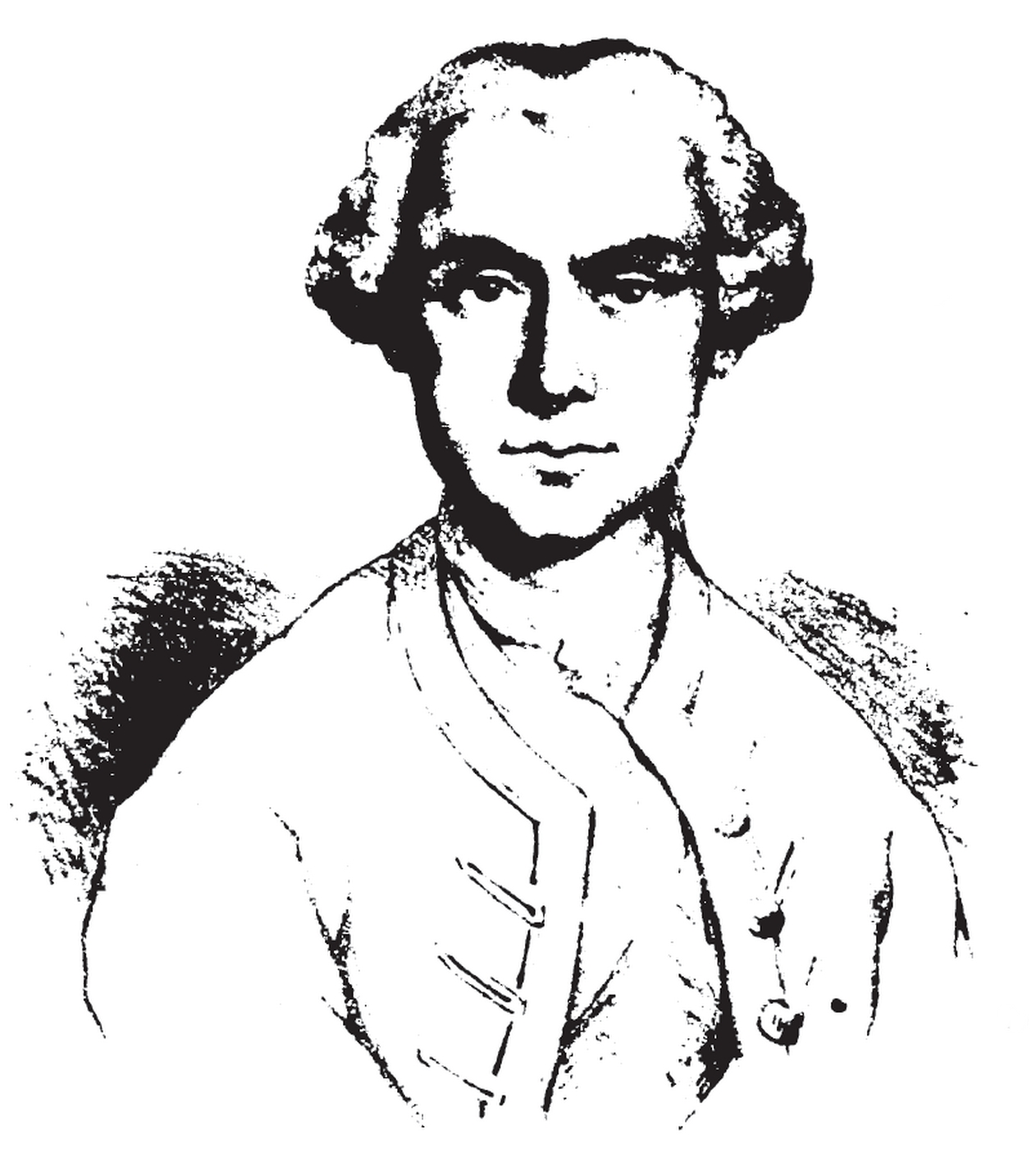
Pierre-Joseph Laurent.

### 1713
- 12 décembre : Pierre-Joseph Laurent naît à Auberchicourt[GC 5].

### 1716
- 1er juillet : les travaux de la fosse Point du jour débutent à Fresnes-sur-Escaut, en raison d'une permission spéciale, Jacques Mathieu étant venu marquer l'endroit[GB 1]. Les fosses du Moulin et Ponchelet sont ouvertes peu de temps après, la même année[GB 2].
- 18 juillet : Jacques Mathieu part de Lodelinsart près de Charleroi pour se rendre à Fresnes-sur-Escaut avec sa famille et vingt ouvriers qu'il a engagés pour un an[GB 3].

### 1717
- 17 février : Jean-Pierre-Joseph Mathieu naît à Fresnes-sur-Escaut[GC 6].
- 8 mai : une concession est accordée à la Société Desaubois[A 1], par arrêt du Conseil d'État du roi. Ce même arrêt, établi en faveur de Nicolas Desaubois, attribue à la compagnie la somme de 6 250 livres[GB 1], remboursable dans un an en cas de réussite, ne l'étant pas en cas d'échec si la dépense est double[GB 4].
- 4 août : les lettres patentes concernant la concession accordée le 8 mai sont réalisées[GB 1].
- La Société Desaubois est dissoute, et reformée sous le même nom. La première compagnie a alors dépensé 47 000 florins, soit 58 750 livres, pour épreuves. La date précise n'est pas connue, il n'y a pas d'indication pour savoir si cette nouvelle société est née avant ou après l'attribution de la concession[GB 2].
- Les fosses Point du Jour, du Moulin et Ponchelet, comptant au total six puits, sont abandonnées à cause des venues d'eau[GB 2],[GB 5].

### 1718
- 23 juin : Emmanuel de Croÿ-Solre naît à Condé-sur-l'Escaut[GC 7].
- Les travaux de la fosse Jeanne Colard no 1 débutent en fin d'année à Fresnes-sur-Escaut. Édouard Grar prétend qu'elle compte deux puits[GB 5], alors que des sources plus récentes indiquent qu'un seul puits a été creusé en 1718, mais que deux autres, nos 2 et 3, l'ont été en 1723[A 2].

## Années 1720

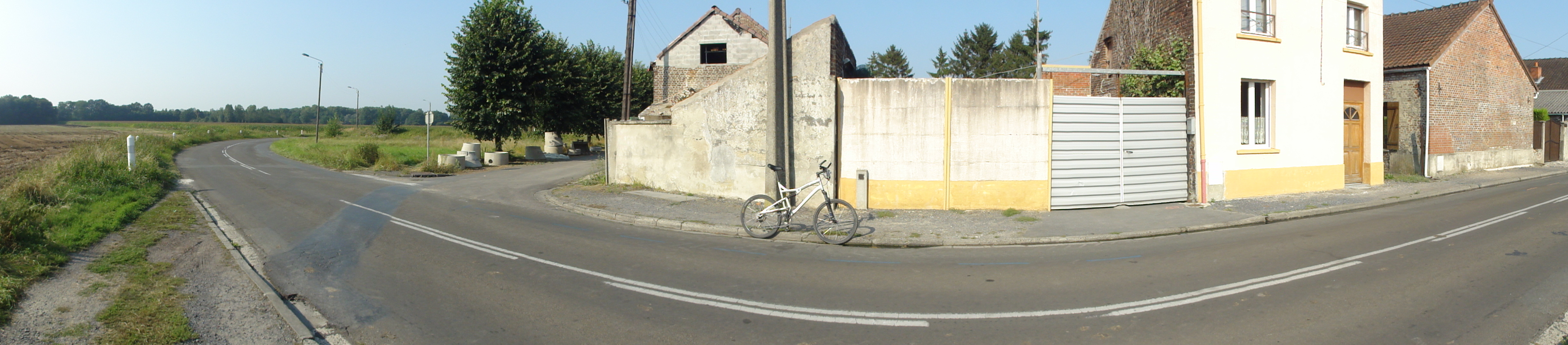
La borne du puits Jeanne Colard no 1 dans son environnement.

### 1720
- Jean-Antoine et François-Joseph Desandrouin arrivent dans le Boulonnais[O 1].
- 3 février : la houille est découverte à la fosse Jeanne Colard[A 1], après dix-huit mois de travail[GB 5]. Il a coûté 111 750 florins avant de trouver le charbon[GB 6].
- 9 juillet : le conseil du roi accorde par arrêt une gratification de 35 000 livres à la société, et une prorogation de privilège de cinq ans[GB 6].
- Pierre Mathieu invente le cuvelage carré avec le picotage[GB 6].
- 14 novembre : les travaux de la fosse Jeanne Colard se poursuivent, et une belle veine de charbon est découverte[GB 6].
- Charles Cordier, chargé de la régie des fermes générales, tente sans succès de prélever un impôt sur le charbon remonté de la fosse[GB 7].
- 24 décembre : une pièce du cuvelage de la fosse Jeanne Colard, faite de hêtre alors qu'elle aurait dû être en chêne, rompt, entraînant l'inondation des travaux souterrains[A 1]. Deux mille livres, soit environ trois cents chariots en ont été tirés[GB 7]. Vingt mille livres ont été perdues, et un manque à gagner de 35 000 livres est également à signaler, car la gratification du 9 juillet a été payée en billets de banque, qui ont entretemps perdu toute valeur[GB 8].

### 1721
- 23 mai : le gouvernement donne par arrêt deux cents chênes de la forêt de Mormal en faveur de la Société Desaubois, afin de réparer le puits[GB 8].
- 15 juillet : faute d'avoir pu réparer le puits et reprendre l'exploitation, les associés abandonnent la Société Désaubois[GB 8]. La fosse est ensuite comblée, et les machines, les pompes et les chevaux, vendus[GB 9].
- 1er septembre : Jean-Jacques Desandrouin fonde avec Pierre Taffin la Société Desandrouin-Taffin. Tandis que certains associés, dont Nicolas Desaubois, se sont retirés, Pierre Desandrouin-Desnoëlles a rejoint la société en apportant le matériel, qu'il avait racheté pour 2 100 florins[GB 9].

### 1722
- 22 février : un arrêt du conseil subroge au droit des premiers concessionnaire Pierre Desandrouin-Desnoëlles et fait défense à ces premiers de le troubler[GB 9]. Jacques Richard et Jacques Mathieu sont encore présents pour cette troisième association[GB 10].
- 18 novembre : Jean-Antoine Desandrouin meurt[O 1].

### 1723
- Le duc d'Aumont, marquis de Villequier, fils du duc Louis-Marie-Victor d'Aumont décédé en 1704, meurt[O 1].
- François-Joseph Desandrouin acquiert du duc d'Aumont, également marquis de Villequier, puis, après la mort de ce dernier, de son frère le duc d'Humières, la jouissance des mines d'Hardinghen, et en continue l'exploitation[O 1].
- La Société Desandrouin-Taffin ouvre deux nouveaux puits près de la fosse Jeanne Colard no 1. Bien qu'Édouard Grar les indique comme constituant la fosse Peau de Loup[GB 10], des études plus récentes indiquent qu'il s'agit en fait des puits nos 2 et 3 de la fosse Jeanne Colard, exactement situés au sud du premier puits[A 2].

### 1724
- C'est à partir de cette année-là que la houille est régulièrement exploitée à Fresnes-sur-Escaut, et sans interruption[GB 11].
- 8 juin : François-Joseph Desandrouin conclut avec l'exploitant sur Réty un traité commercial réglant les conditions de vente des charbons, tant sur les lieux de production qu'en un dépôt situé à Guînes[O 1].
- Les dirigeants de la société promeuvent le charbon en démontrant son utilité pour cuire des briques[GB 12].

### 1725
- Les avaleresses du Sars sont tentées sur la seigneurie d'Aubry, actuellement Petite-Forêt, mais abandonnées à cause des venues d'eau[GB 13]. Elles ont coûté 12 500 florins[GB 14].
- 8 août : la société Desandrouin-Taffin traite le doit d'entre-cent avec le seigneur d'Estreux pour la somme de soixante écus, soit 180 livres par an. En effet, l'arrêt de 1717 accorde la concession à la condition que la compagnie paye aux seigneurs hauts-justiciers les mêmes droits qui se payent dans les dépendances du territoire de Mons[GB 15].
- septembre : la société traite avec les seigneurs d'Oisy et d'Aubry pour cent écus, soit trois cents livres, par an à chacun pour les droits d'entre-cent[GB 16].

### 1726
- Deux puits, constituant la fosse Peau de Loup sont exécutés sur le territoire d'Odomez, au nord de la fosse Jeanne Colard[1],[GB 11].
- La fosse d'Estreux est entreprise à Estreux, jusqu'à la profondeur de quarante toises, mais elle est abandonnée à cause de terrains de mauvaise nature, malgré le creusement de deux galeries[GB 17]. Elle a coûté 23 400 florins[GB 14].
- 27 août : à la suite de fosses ouvertes sur le territoire de la seignerie d'Aubry, les avaleresses du Sars, quelques années après l'arrêt du 8 mai 1717, un nouvel arrêt étend la concession[GB 4].

### 1727
- Les avaleresses Peau de Loup commencées l'année précédentes sont abandonnées[1], de même que la fosse d'Estreux[GB 17].

### 1728
- Les deux puits de la fosse Joseph Routard sont commencés, près de la fosse Jeanne Colard[A 2].
- Les avaleresses Bosquiaux sont entreprises à Bruay-sur-l'Escaut, mais abandonnées à cause des venues d'eau[GB 17]. Elles ont coûté 1 000 florins[GB 14].

### 1729
- Les avaleresses de Quarouble sont entreprises à Quarouble, mais abandonnées à cause des venues d'eau et de l'éboulement des terres[GB 17]. Elles ont coûté 29 800 florins[GB 14].

## Années 1730

### 1730
- François-Joseph Desandrouin réunit à ses exploitations celles de Réty, en vertu d'un contrat conclu avec le sieur de Contes d'Esgranges, seigneur de Bucamps, héritier de Philippe du Cavrel de Tagny par se femme, Henriette-Gertrude de Harchys, cousine germaine de ce dernier. Il a acquis ces divers privilèges moyennant une redevance une fois payée de deux mille libres pour chaque fosse creusée[O 1].
- Gaspard Moïse Augustin de Fontanieu, seigneur et marquis de Fiennes, acquiert la terre de Fiennes de la comtesse de Valençay[O 1].
- L'avaleresse de Crespin est entreprise sur le territoire de Crespin, mais abandonnée à cause des venues d'eau survenues lorsque les bois d'un cuvelage rond provenant d'un ancien puits ont été retirés[GB 17]. Elle a coûté 45 000 florins[GB 14].
- Les fosses Toussaint Carlier et Longfarva sont commencées à Fresnes-sur-Escaut[A 2].

### 1731
- Les puits d'extraction et d'épuisement de la fosse Petites Fosses à Fresnes-sur-Escaut sont commencés[GB 18], d'autres sources indiquent 1730[A 2].
- La fosse de la Citadelle est entreprise à Valenciennes en dehors des fortifications, non loin de la porte Notre-Dame dite porte de Paris. Trois petites veines inexploitables de houille maréchale[GB 19] ont été découvertes dans une galerie longue de cent toises[GB 17]. Elle a coûté 51 700 florins[GB 14].
- 7 mai : François-Joseph Desandrouin meurt, son frère Jean-Pierre Desandrouin-Desnoëlles lui succède[O 1].

### 1732
- Les puits nos 2 et 3 de la fosse Jeanne Colard sont décrits comme ayant été comblés à la suite de l'apparition d'une source[GB 11].
- Les puits de la fosse Petites Fosses commencées l'année précédente sont achevées, et on y monte la première machine à vapeur connue de France, qui a coûté 75 000 livres[GB 18].
- Les fosses Crève-Cœur et Saint-Pierre sont commencées à Fresnes-sur-Escaut[A 2].

### 1733
- La fosse de la Citadelle, commencée deux ans plus tôt, est abandonnée[2].
- La société traite avec l'abbé d'Hasnon, seigneur de la terre d'Anzin, pour le droit d'entre-cent, à raison de cent écus par an[GB 16].
- 26 août : la fosse du Pavé est commencée sur le territoire d'Anzin, dans un secteur où il y avait des exploitations souterraines de craie[GB 20].

### 1734
- 24 juin : la houille est découverte à la fosse du Pavé après du mois de travaux, jour et nuit. Celle-ci a été jugée convenir à tous les usages, et être plus qualitative que celle provenant de l'étranger. Édouard Grar indique que la fosse du Pavé est la douzième fosse utilement creusée. Le charbon a été extrait d'une veine dénommée la « Grande Droiteuse »[GB 21].

### 1735
- Au début de l'année, à Fresnes-sur-Escaut, Édouard Grar rapporte qu'il y a sept puits en activité dont cinq pour l'extraction : Petites Fosses, Longfarva, Routard, Toussaint Carlier et Saint-Pierre[GB 22]. Les sources plus récentes se contredisent, car elles indiquent que la fosse Routard aurait été fermée soit en 1736[A 2], soit en 1733[3].
- Les fosses Longfarva et Petites Fosses sont abandonnées[A 2].
- Dans le Boulonnais, Gaspard Moïse Augustin de Fontanieu présente une requête au roi, et entreprend plusieurs fosses, en vertu de son droit de propriétaire du sol, sur le territoire de Fiennes, et même sur le territoire d'Hardinghen, faisant ainsi concurrence à Jean-Pierre Desandrouin-Desnoëlles[O 1].
- Un second puits, dit du Pavé Sud, par opposition au Pavé Nord, est ajouté à la fosse du Pavé afin de développer l'exploitation[GB 21].
- 11 mars : Jean-Jacques Desandrouin et Pierre Taffin passent contrat avec la ville de Valenciennes, par lequel les magistrats, représentant la ville, consentent à l'extraction du charbon dans la banlieue, depuis Anzin jusqu'à l'Escaut, et non au-delà, moyennant une redevance annuelle de 480 livres Hainaut, soit 300 livres de France[GB 16].
- 29 mars : Jean-Jacques Desandrouin et Pierre Taffin obtiennent par arrêt une prorogation de leur privilège de vingt ans, pour terminer le 1er juillet 1760. Sans cela, le privilège aurait pris fin en 1740[GB 15].
- 23 mai : Emmanuel de Croÿ-Solre réclame son droit de haut-justicier pour sa seigneurie de Fresnes, par requête devant l'intendant[GB 16],[GB 23].

### 1736
- Les fosses Joseph Routard et Crève-Cœur sont abandonnées[A 2].
- Le second puits de la fosse du Pavé est achevé, et la fosse fonctionne à plein régime. Jacques Mathieu indique alors que « l'ouvrage a été mis en sa perfection »[GB 24].
- La fosse du Mitant est commencée à Anzin[GB 25].
- 16 décembre : Jean-Jacques Desandrouin et Pierre Taffin obtiennent par arrêt que les terres situées entre la Scarpe et la Lys soient ajoutées à leur privilège, car ils craignaient qu'une compagnie rivale se forme, et leur ôte les débouchés sur Lille, Douai, ainsi que les provinces d'Artois et de Picardie[GB 15].

### 1737
- 25 janvier : Jean-Jacques Desandrouin et Pierre Taffin effectuent une transaction envers Emmanuel de Croÿ-Solre afin d'assoupir le procès : ils s'obligent à payer à ce dernier une redevance annuelle de deux mille livres, au moyen de laquelle ce dernier consent à la pleine exécution du privilège de ces premiers dans l'étendue de sa terre[GB 23]. Cette convention est restée confidentielle à cause du chiffre élevé exigé par le prince de Croÿ, afin que les autres seigneurs ne demandent pas plus, alors qu'elle ne leur en offrait que trois-cents livres au plus[GB 23],[GB 22].
- La fosse Patience est commencée sur le territoire d'Anzin[GB 25].
- Édouard Grar indique sans les dénommer que trois avaleresses sont entreprises sur Anzin et Valenciennes par la Société Desandrouin-Taffin[GB 26].

### 1738
- Les fosses Durfin et Clausin sont commencées à Fresnes-sur-Escaut[GB 25].
- La fosse des Gardins est commencée à Anzin[4]. Édouard Grar indique 1736[GB 25].
- Pour reconnaître les terrains des territoires de Douai et de Lille, la Société Desandrouin-Taffin dépense 2 350 florins[GB 27],[GB 28].
- 7 mai : Jean-Marie Stanislas Desandrouin naît à Charleroi[GC 8].

### 1739
- La fosse Toussaint Carlier est abandonnée[A 2].
- La Société Desandouin-Taffin tente une fosse à Faches-Thumesnil près de Lille, qu'elle abandonne à la profondeur de 28 toises. Elle a coûté 12 500 florins[GB 28].
- 15 mai : dans le Boulonnais, Gaspard Moïse Augustin de Fontanieu et Jean-Pierre Desandrouin-Desnoëlles transigent à la suite de nombreuses contestations quant aux limites des concessions[O 3].
- 26 mai : dans le Boulonnais, un arrêt du Conseil du roi homologue la transaction du 15 mai, et fixe comme ligne de démarcation la route reliant Marquise à Hardinghen, Gaspard Moïse Augustin de Fontanieu peut exploiter la région située au nord de cette route, vers Fiennes, jusqu'aux confins du territoire de Réty, tandis que Jean-Pierre Desandrouin-Desnoëlles conserve la région au sud, qui comprend toutes les fosses d'Hardinghen[O 3].

## Années 1740

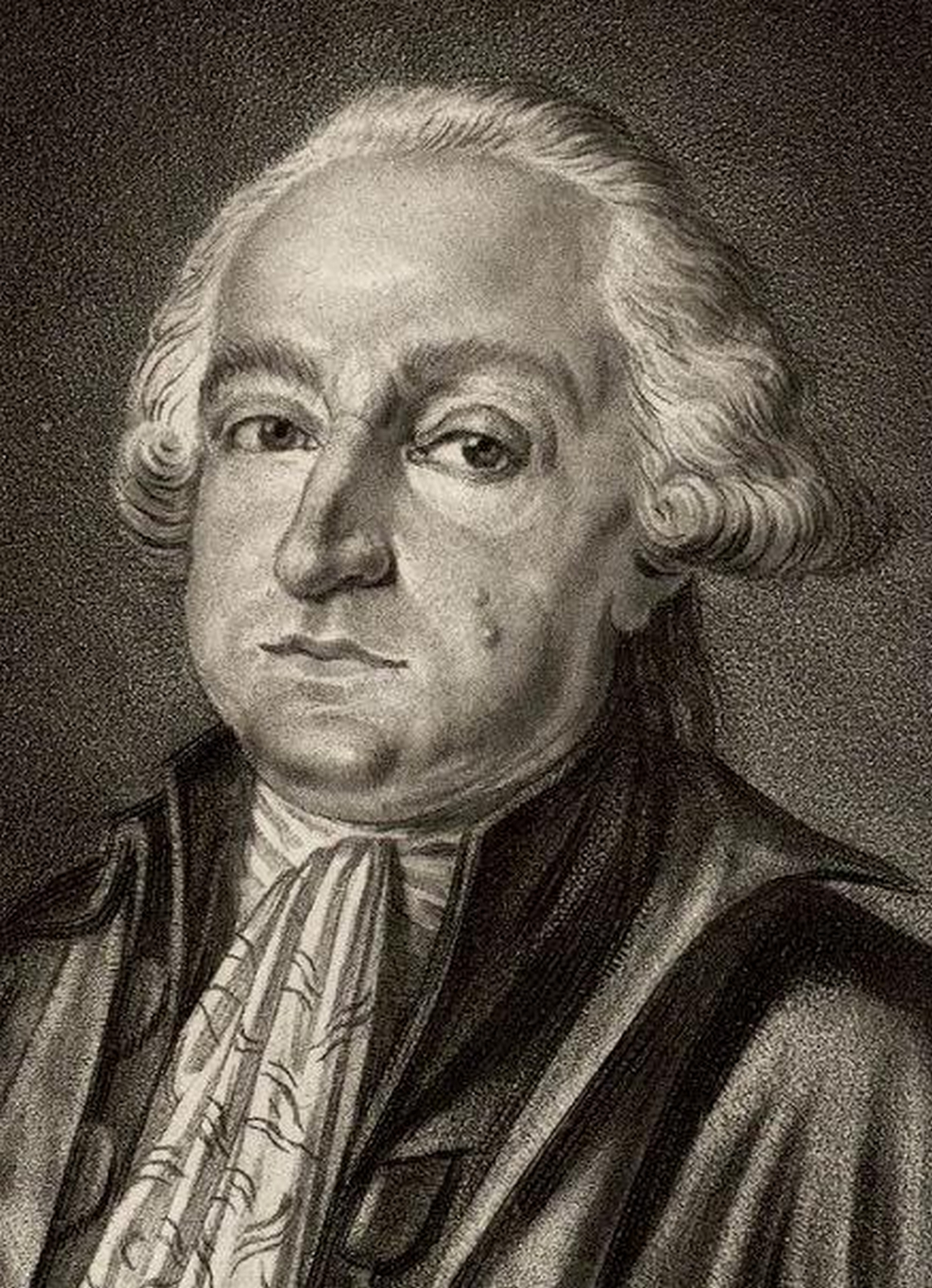
Portrait de François-Joseph-Théodore Desandrouin.

### 1740
- La fosse Saint-Nicolas à Fresnes-sur-Escaut[GB 25] et la fosse de la Barrière à Anzin sont commencées par la Société Desandrouin-Taffin. Pour cette seconde fosse, Édouard Grar indique 1746.
- De la houille aurait été découverte à Beaurain, près de Noyon, mais ça n'en était pas, les chartreux ont ensuite obtenu le privilège exclusif de l'exploiter[GB 28].
- 9 février : François-Joseph-Théodore Desandrouin naît à Lodelinsart[GC 9].

### 1741
- 6 juin : un arrêt du Conseil d'État porte permission au duc d'Aumont et d'Humières de continuer pendant trente ans l'exploitation des mines de charbon du Boulonnais et du comté d'Ardres, avec exception du village de Fiennes et de son territoire en faveur du sieur de Fontanieu, et des terres de Réty, d'Austruy en faveur du sieur de Bucamp, la faculté étant réservée en outre aux propriétaires du sol d'exploiter eux-mêmes, sous des conditions bien précises[O 3]. L'exploitation est alors assurée principalement par deux groupes[O 4].
- 29 août : la Société Desandrouin-Cordier est formée entre les frères Desandrouin et le bailli de Condé, dénommé Cordier, pour rechercher et exploiter le charbon à Vieux-Condé[A 3].

### 1744
- 14 janvier : l'exploitation des mines en France est règlementée par un arrêt du Conseil, qui soumet explicitement leur ouverture au régime de la permission préalable[O 4].
- Les avaleresses Élisabeth Dahié sont commencées à Fresnes-sur-Escaut, et abandonnées quatre ans plus tard à la profondeur de 64 mètres dans le terrain houiller, à cause des eaux. Elles ont coûté 150 000 livres de perte réelle. Une machine à pompe mue par 97 chevaux et une machine à feu y ont été mis. C'est dans cette fosse qu'a eu lieu la première application connue de la machine à vapeur au passage des niveaux dans les fosses en tentative[GB 25].

### 1745
- La fosse Clausin à Fresnes-sur-Escaut est abandonnée[A 2]
- 22 septembre : Jean-Pierre-Joseph Mathieu meurt à Fresnes-sur-Escaut[GC 6].
- 12 décembre : Pierre Taffin meurt à Valenciennes[GC 10].

### 1746
- La fosse Sainte-Anne est commencée à Fresnes-sur-Escaut par la Société Desandrouin-Taffin[5], à la suite de l'échec de l'avaleresse Rougette débutée et abandonnée la même année non loin à la profondeur de onze mètres[A 2].
- Février : Jean-Léonard-Joseph Mathieu naît à Valenciennes[GC 11].
- 5 mars : Jean-Pierre Mathieu naît à Fresnes-sur-Escaut[GC 6].

### 1747
- Jacques Mathieu meurt à Fresnes-sur-Escaut[GC 12].

## Années 1750

### 1750
- Le puits Nord de la fosse du Pavé à Anzin est abandonné, le puits Sud l'est dix ans plus tard[A 4],[GB 27].

### 1751
- La fosse de la Moitié est commencée à Anzin par la Société Desandrouin-Taffin[GB 25].
- La Société Desandrouin-Taffin commence un puits dans le seigneurie de Mortagne, à Notre-Dame-au-Bois, mais il lui est ordonné de ferme le puits, dans la crainte qu'il ne vienne à tarir les eaux thermales de Saint-Amand-les-Eaux[GB 28].

### 1752
- Pierre-Benoît Desandrouin naît à Lodelinsart[GC 13].
- La Compagnie Wuillaume-Turner ouvre sans succès une fosse à Marchiennes, qui est abandonnée à l'état d'avaleresse[E 1].
- La fosse Saint-Mathias à Fresnes-sur-Escaut et la fosse de la Petite machine à feu d'en haut à Anzin sont commencées par la Société Desandrouin-Taffin[GB 25], tandis que la fosse Durfin est abandonnée[A 2].
- La Société Desandrouin-Taffin commence deux puits sur le territoire de Saint-Waast, hameau de Valenciennes, les fosses du Bois et de la Petite machine à feu, mais les travaux sont arrêtés en 1756 par autorité de justice, pour un procès avec la Société de Raismes[GB 28].
- Sept-cent ouvriers sont occupés par la Société Desandrouin-Taffin à extraire la houille, en y comptant ceux employés aux ateliers destinés à la fabrication des machines, agrès et ustensiles[GB 29].

### 1753
- La fosse de la Pâture est commencée à Fresnes-sur-Escaut par la Société Desandrouin-Taffin[A 2].

### 1754
- La fosse Saint-Lambert est commencée à Fresnes-sur-Escaut par la Société Desandrouin-Taffin[6],[A 2], Édouard Grar indique 1752[GB 25].
- La Société Desandrouin-Taffin entreprend l'avaleresse de 1754 à Petite-Forêt, mais les travaux sont abandonnés[GB 28].

### 1755
- La fosse Le Comble est commencée à Anzin par la Société Desandrouin-Taffin[7]. Édouard Grar indique 1751[GB 25].

### 1756
- La fosse Saint-Anne commencée dix ans plus tôt par la Société Desandrouin-Taffin à Fresnes-sur-Escaut est abandonnée[5].
- Dans l'établissement de Fresnes, trois fosses extraient et assurent en même temps l'aérage et l'exhaure : Saint-Mathias, Pâture, et Saint-Lambert[GB 25]. Les travaux de la fosse Saint-Germain débutent quant à eux[A 2]. Dans l'établissement d'Anzin, six fosses extraient et trois exhaurent : Pavé, des Gardins, Patience, Barrière, Le Comble, Moitié et Machine à feu d'en haut[GB 27].
- Mille ouvriers sont occupés par la Société Desandrouin-Taffin à extraire le charbon, en y comptant ceux employés aux ateliers destinés à la fabrication des machines, agrès et ustensiles[GB 29]. La société emploie également 180 chevaux, dont 150 sont employés à l'extraction du charbon. Quatre machines à feu et une machine à molette assurent l'exhaure, tandis qu'une cinquième machine à vapeur est employée au fonçage des avaleresses[GB 30].

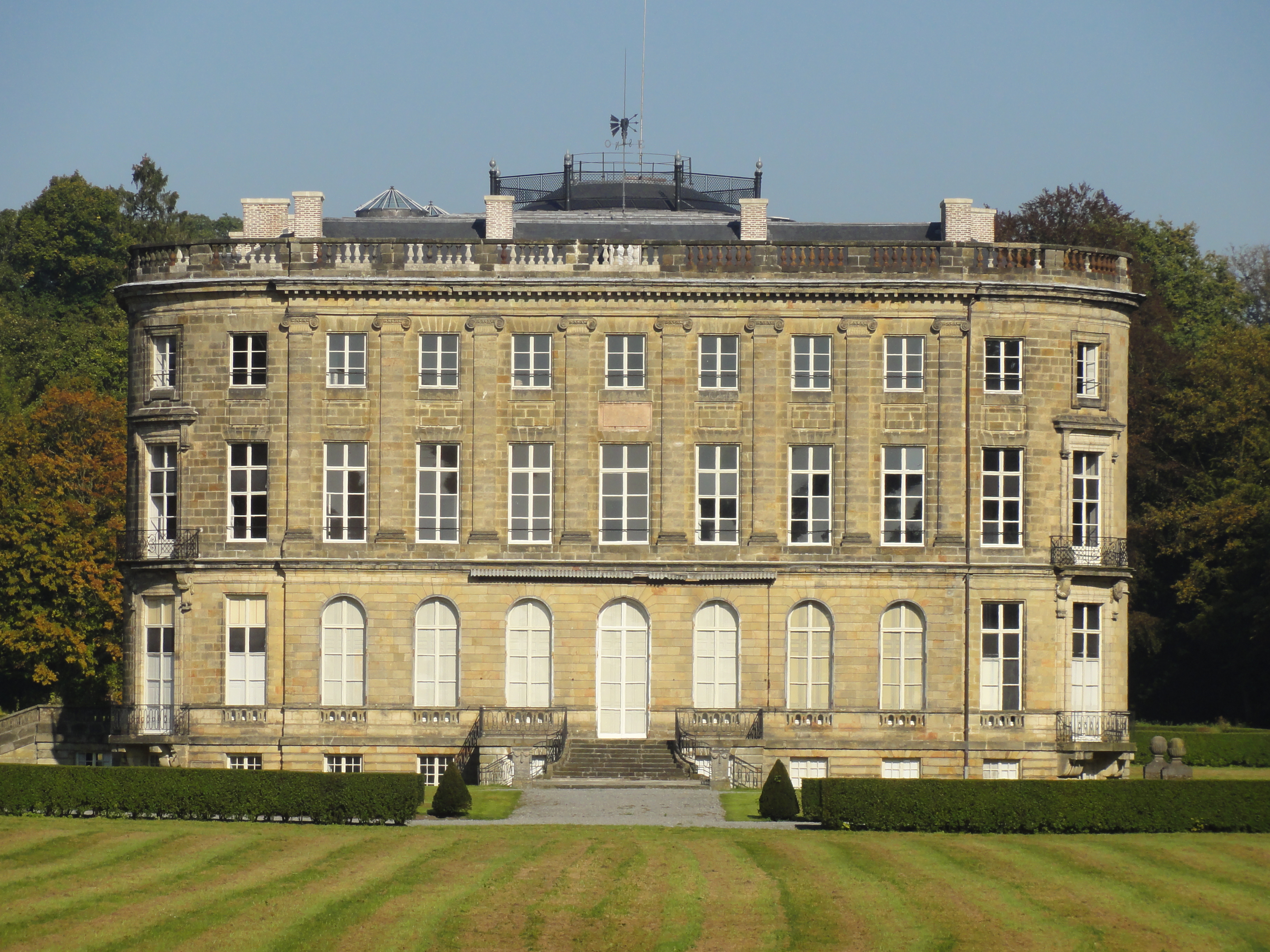
Le château de l'Hermitage en 2011.

### 1757
- Gaspard Moïse Augustin de Fontanieu meurt, son fils Pierre-Élisabeth lui succède[O 5].
- 19 novembre : la Compagnie des mines d'Anzin est fondée sous l'impulsion d'Emmanuel de Croÿ-Solre, dans son château de l'Hermitage à Condé-sur-l'Escaut, en unissant les sociétés rivales[A 3].

### 1759
- La fosse Saint-Mathias de Fresnes-sur-Escaut est abandonnée[A 2].

## Années 1760

### 1760
- Le puits Sud de la fosse du Pavé de la Compagnie des mines d'Anzin à Anzin est abandonné, le puits Nord l'a été dix ans plus tôt[A 4],[GB 27].

### 1761
- 16 novembre : Jean-Jacques Desandrouin meurt à Lodelinsart[GC 14].

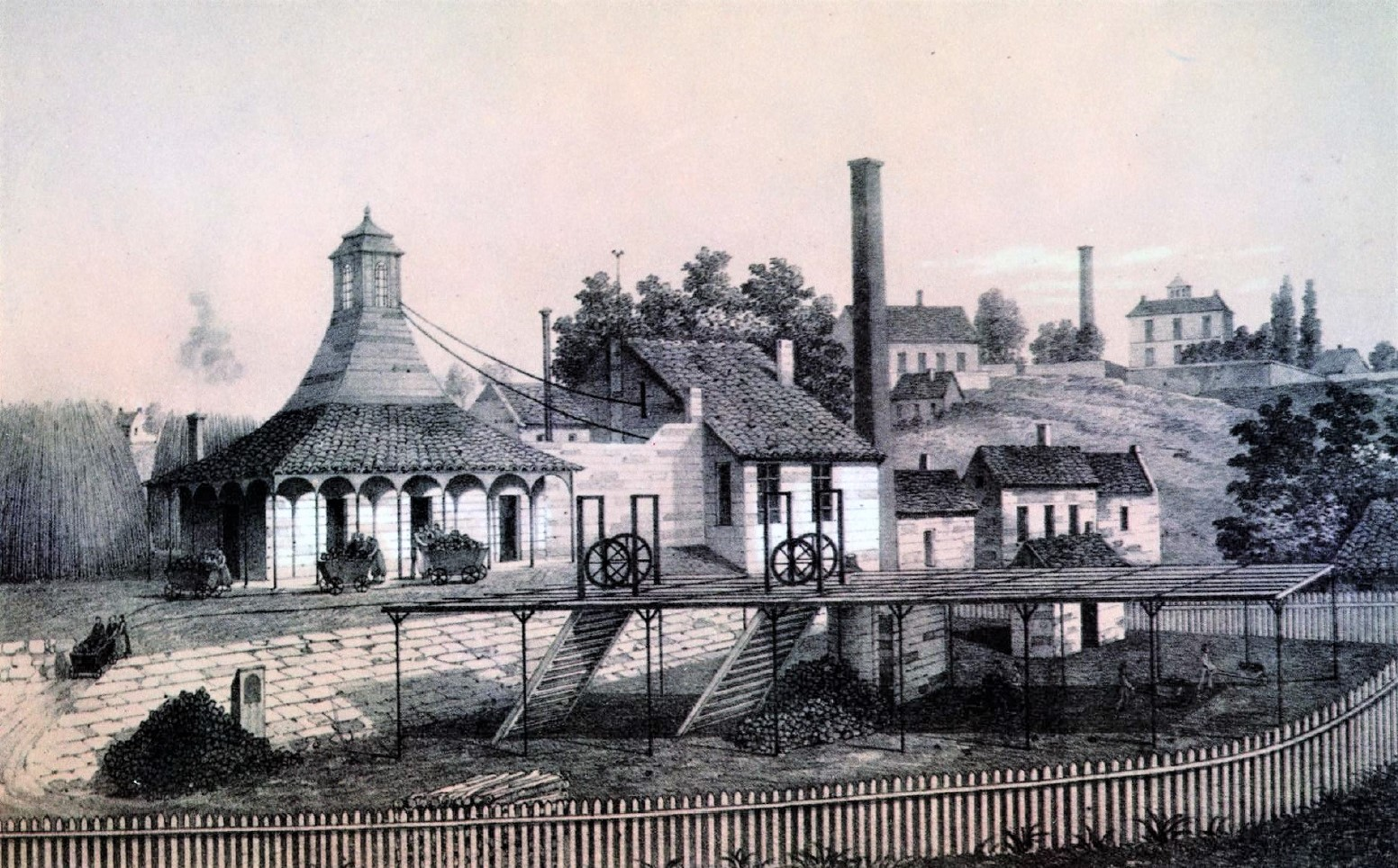
La fosse du Chauffour.

### 1762
- la Compagnie des mines d'Anzin entreprend le fonçage de la fosse du Chauffour à Anzin[A 5],[note 1].

### 1764
- La Compagnie des mines d'Anzin entreprend le fonçage de la fosse Dutemple à Valenciennes, mais les travaux sont abandonnés à cause des venues d'eaux, et ne reprennent qu'en 1826[A 5].
- La fosse des Gardins de la Compagnie des mines d'Anzin à Anzin est abandonnée[4],[GB 25].
- 29 mai : Pierre Desandrouin-Desnoëlles meurt à Hardinghem[GC 13], sans postérité[O 4].

## Années 1770

### 1771
- 9 juin : le Conseil d'État rend un arrêté confirmatif du privilège précédemment accordé au duc d'Aumont et d'Humières, pour une nouvelle durée de trente ans, en faveur du duc Louis-Marie d'Aumont, son petit-neveu et héritier, et, après lui, de son fils, le duc de Viilequier[O 4].

### 1773
- 12 octobre : Pierre-Joseph Laurent meurt à Paris[GC 15].

### 1778
- Pierre Mathieu meurt à Anzin[GC 1].

### 1779
- La fosse de la Machine à feu d'en haut de la Compagnie des mines d'Anzin à Anzin est abandonnée[GB 25].

## Années 1780

### 1780
- La fosse Le Comble de la Compagnie des mines d'Anzin à Anzin est abandonnée[7],[GB 25].

### 1781
- La fosse de la Moitié de la Compagnie des mines d'Anzin à Anzin est abandonnée[GB 25].
- 23 décembre : dans le Boulonnais, François-Joseph-Théodore Desandrouin s'associe avec Carin-Cléry d'Honincthun[O 4].

### 1782
- Pierre-Élisabeth de Fontanieu fait ouvrir la fosse du Riez-Marquin[O 5].

### 1783
- Le fonçage du puits de la fosse Bleuse Borne est commencé à Anzin par la Compagnie des mines d'Anzin[A 6].
- Pierre-Élisabeth de Fontanieu fait ouvrir la fosse des Noirbernes[O 5].

### 1784
- Pierre-Élisabeth de Fontanieu meurt, ses héritiers, Antoine-Louis, marquis de Belsunce, et Michel Doublet, marquis de Bandeville, cèdent temporairement la jouissance de leurs mines à Mme veuve François Brunet et à son fils, moyennant une redevance annuelle de vingt mille francs[O 5].
- 14 mars et 31 juillet : des arrêts du Conseil d’État précisent les limites et conditions dans lesquelles il peut être fait usage du privilège confirmé en dernier lieu par l'arrêt de 1771, et définissent plus exactement les droits réservés aux propriétaires du soi. Ces arrêts sont rendus à propos de contestations survenues entre la Société Desandrouin-Cazin, Pierre-Élisabeth de Fontanieu, fils de Gaspard-Moïse, et le sieur Desbarreaux[O 4].
- 18 juillet : Augustin-Marie Le Danois meurt[GC 16].
- 30 août : Emmanuel de Croÿ-Solre meurt à Paris[GC 17].

### 1788
- Le puits no 2 de la fosse Riviérette de la Compagnie des mines d'Anzin, à Anzin, mais sur Valenciennes depuis 1834, est abandonné[GB 25].

## Années 1790

### 1791
- 1er juillet : le marquis de Belsunce et les héritiers du marquis de Bandeville vendent leur terre de Fiennes et le droit d'en extraire le charbon[O 5] à Jean-Baptiste-André Gallini, chevalier Loscan, qui prend comme directeur Mathieu. Il est stipulé que, sur la somme de sept cent mille francs, montant de cette vente, cent mille francs s'appliquent aux mines de Fiennes[O 6].
- 28 juillet : une nouvelle loi instaure[O 7] que « toute exploitation actuellement et régulièrement existante, obtiendrait cinquante ans de durée à partir de 1791, mais serait restreinte à six lieues carrées[D 1] ».

### 1792
- Poussé par la pénurie du combustible résultant de la suspension des importations de charbons étrangers en France, le gouvernement a chargé le représentant du peuple Le Bon d'exploiter pour ses besoins les mines d'Hardinghen, en payant. Un dénommé Delaplace, commissaire du Gouvernement, a conduit et dirigé cette exploitation qui a servi à approvisionner les villes frontières. L'exploitation se poursuit sur ce même régime l'année suivante également[O 7].

### 1793
- 23 juin : la Société Desandrouin-Cazin est dissoute[O 7].
- 29 juin : quelques jours après la dissolution de sa société, François-Joseph-Théodore Desandrouin passe un nouveau contrat avec Pierre-Élisabeth et Joseph-Alexis-Félix-Martin Cazin-Cléry[O 7].